# Marina Jewgenjewna Salje
Marina Jewgenjewna Salje (russisch Марина Евгеньевна Салье; * 19. Oktober 1934 in Leningrad; † 21. März 2012 in Ostrow) war eine sowjetische Geologin und Politikerin.

## Leben
Saljes Vater war der Bergbauingenieur und Lehrer am Leningrader Bergbau-Institut und an der Universität Leningrad Jewgeni Alexandrowitsch Salje (1904–1971). Ihr Onkel war der Übersetzer Michail Alexandrowitsch Salje. Ihre Tante 2. Grades Natalja Bure (1905–1944) war die Enkelin des St. Petersburger Uhrmachers Pawel Karlowitsch Bure. Nach Beginn des Deutsch-Sowjetischen Kriegs lebte Marina Salje bis 1942 im blockierten Leningrad, um dann evakuiert zu werden.
Nach dem Schulbesuch studierte Salje an der geologischen Fakultät der Universität Leningrad mit Abschluss 1957 als Geologe-Geochemiker.
Nach der Aspirantur 1960–1963 im Laboratorium für Geologie des Präkambriums (LAGED) der Akademie der Wissenschaften der UdSSR (AN-SSSR, seit 1991 Russische Akademie der Wissenschaften (RAN)), das 1967 das selbständige Institut für Geologie und Geochronologie des Präkambriums der AN-SSSR mit dem Direktor Kauko Ottowitsch Kratz wurde, arbeitete Salje dort bis 1990 als führende wissenschaftliche Mitarbeiterin. 1971 wurde sie Mitglied der KPdSU. 1985 wurde sie zum Doktor der geologisch-mineralogischen Wissenschaften promoviert. Sie war Autorin von mehr als 100 wissenschaftlichen Arbeiten zur Geologie.
Seit 1987 war Salje führend in den demokratischen Bewegungen und Organisationen Leningrads tätig. 1989 wurde sie Mitglied des Organisationskomitees des Gründungskongresses der Leningrader Volksfront (LNF) und darauf Mitglied des Koordinationsrats und der Geschäftsführung der LNF. 1989–1990 war sie Führerin der Interregionalen Assoziation der Demokratischen Organisationen (MADO).
1990–1993 war Salje Abgeordnete im Leningrader Stadtsowjet und Vorsitzende der Lebensmittelkommission. Sie leitete zusammen mit Juri Pawlowitsch Gladkow die Untersuchung der Tätigkeit des Vorsitzenden des Komitees für Außenbeziehungen beim Bürgermeister Wladimir Wladimirowitsch Putin. Im Mittelpunkt stand das Programm zum Eintausch von Lebensmitteln aus dem Ausland gegen Rohstoffe aus staatlichen Reserven. Aufgrund der Untersuchungsergebnisse rief der Stadtsowjet den Bürgermeister Putin zum Rücktritt und die Staatsanwaltschaft zu Ermittlungen auf. 1992 wurde Salje Mitglied des Kleinen Rats des St. Petersburger Stadtsowjets und ständige Vertreterin des St. Petersburger Stadtsowjets im Obersten Sowjet der Russischen Föderation.
1990 war Salje eine der Gründer und Ideologin der Freien Demokratischen Partei Russlands geworden. Sie beteiligte sich an der Bewegung Demokratisches Russland. Im Januar 1992 wurde sie zur Ko-Vorsitzenden der Bewegung gewählt, aber schon bald gab sie das Amt zusammen mit Juri Afanasjew auf als Zeichen der Uneinigkeit mit der politischen Führung der Bewegung. Ihr Versuch der Gründung einer Alternativorganisation blieb ohne Erfolg.

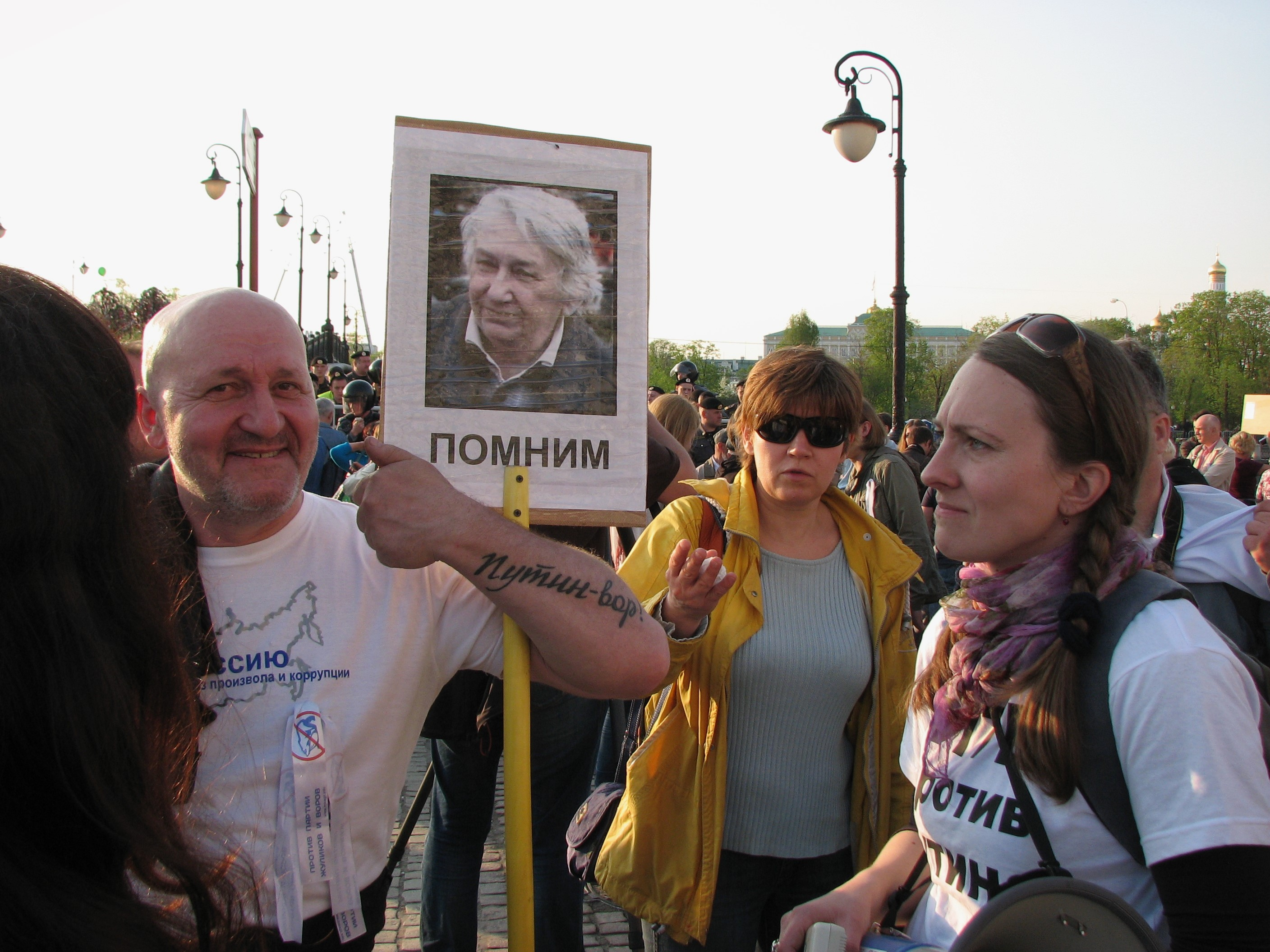
Teilnehmer der Moskauer Anti-Putin-Kundgebung am 6. Mai 2012 mit Salje-Porträt

Salje war Volksdeputierte Russlands von 1990 bis 1993 und nahm an der Verfassunggebenden Versammlung der Russischen Föderation 1993 teil. 1998 gehörte sie zu den Gründern der Koalition Gerechte Sache von ungefähr 30 demokratischen Organisationen, die bis Mai 2000 existierte. 1999 kandidierte sie auf der Liste der Union der rechten Kräfte ohne Erfolg für die Staatsdumawahl. Bei der Präsidentenwahl 2000 agitierte  sie leidenschaftlich gegen Wladimir Wladimirowitsch Putin. 2001 gab Salje ihre politischen und gesellschaftlichen Aktivitäten auf, verließ St. Petersburg und ließ sich im Dorf Ladino im Rajon Noworschew nieder.
Im März 2010 unterzeichnete Salje den Aufruf Putin muss gehen der russischen Opposition. Sie beschuldigte Putin, sich während seiner Zeit in St. Petersburg 100 Millionen Dollar erschlichen zu haben. 2011 trat sie in die Partei der Volksfreiheit (PARNAS) ein und rief die Mitglieder der Freien Demokratischen Partei Russlands auf, ihrem Beispiel zu folgen. Am 4. Februar 2012 eröffnete sie die Kundgebung Für faire Wahlen! auf der Konjuschennaja Ploschtschad in St. Petersburg. Am 21. März 2012 veröffentlichte Radio Free Europe Saljes  Brief an Michail Dmitrijewitsch Prochorow, in dem sie ihren Rückzug aus der PARNAS und ihren Eintritt in die Partei Prochorows ankündigte.
Salje starb an einem Herzinfarkt und wurde in St. Petersburg auf dem Serafimowskoje-Friedhof begraben.

## Ehrungen
- Medaille „Zum 250-jährigen Jubiläum Leningrads“
- Medaille „50. Jahrestag des Sieges im Großen Vaterländischen Krieg 1941–1945“
- Medaille „60. Jahrestag des Sieges im Großen Vaterländischen Krieg 1941–1945“
- Medaille „65. Jahrestag des Sieges im Großen Vaterländischen Krieg 1941–1945“